# St. Hedwig (Teksas)
St. Hedwig je gradić u američkoj saveznoj državi Teksas. Prema popisu stanovništva iz 2010. u njemu je živjelo 2.094 stanovnika.